# Ferdinando Patat
Ferdinando Patat (Udine, 5 settembre 1966) è un astrofisico italiano.

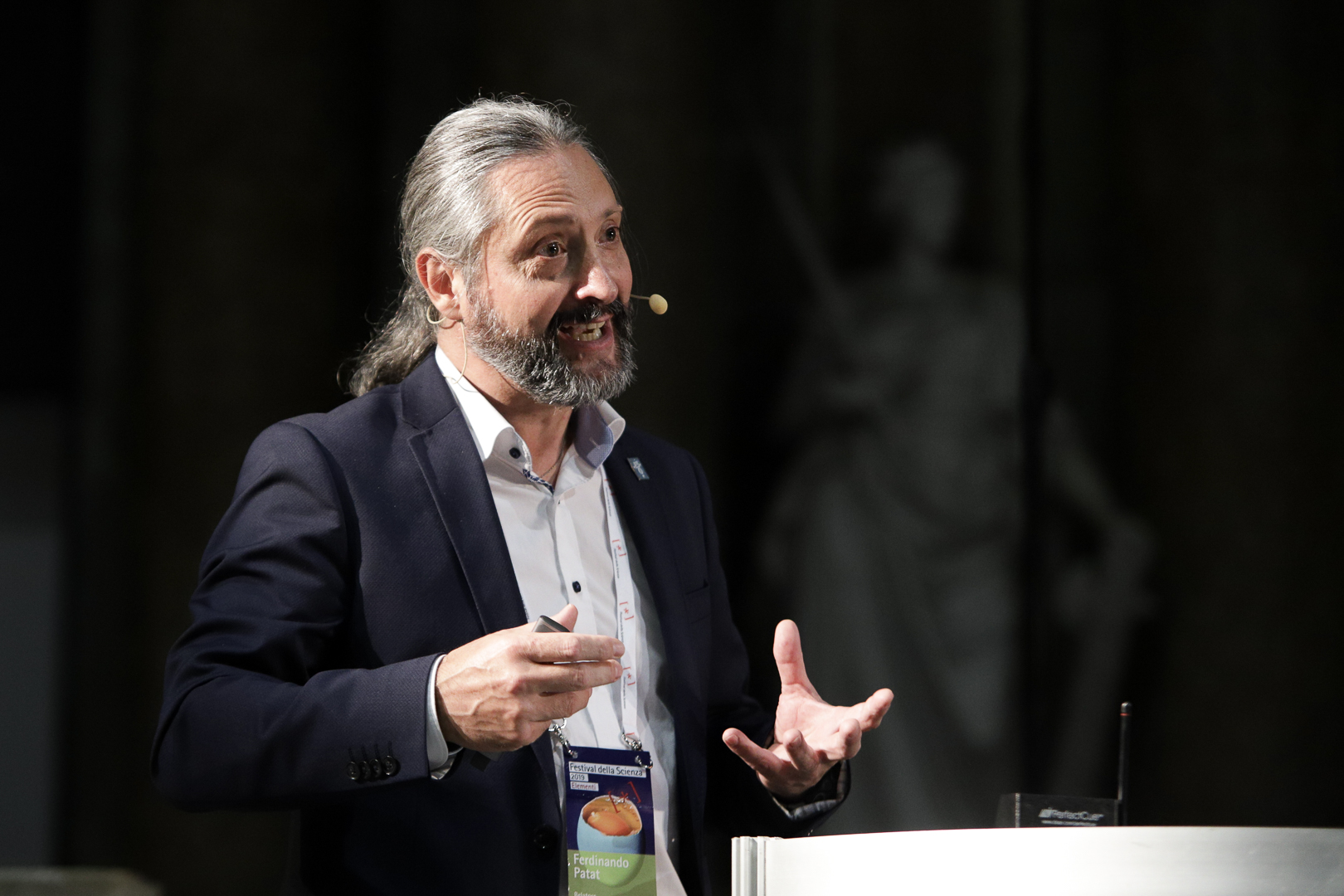
Ferdinando Patat al Festival della Scienza di Genova (2019).

È figlio dello scultore Giovanni d'Artegna.

## Biografia
Si laurea in astronomia nel 1992 presso l'Università degli Studi di Padova con una tesi sperimentale svolta all'Osservatorio astrofisico di Asiago con Roberto Barbon. Dopo una borsa di studio per praticante presso l'Osservatorio europeo australe (Garching bei München, Germania), nel 1996 consegue il dottorato di ricerca in Astronomia con una tesi sulle supernovae. Nel 1997 vince la ESO Postdoctoral Fellowship presso l'Osservatorio di La Silla (Cile), dove lavora al Telescopio di 3,6 metri dell'ESO. Nel 1999 viene assunto presso la sede di ESO a Garching, dove lavora prima nel gruppo del controllo di qualità (1999-2001) e poi nel dipartimento di supporto agli utenti (2001-2011). Si specializza negli strumenti FORS1, FORS2, X-SHOOTER, UVES e FLAMES montati al Very Large Telescope. Dal 2011 dirige l'Ufficio dei Programmi Osservativi, che gestisce l'allocazione del tempo ai telescopi di ESO per i siti di La Silla e Cerro Paranal. Membro della ESO Faculty come astronomo ordinario, è stato per dieci anni presidente del comitato per l'allocazione del Director's Discretionary Time di ESO. Ha fatto parte del gruppo di lavoro per la selezione del sito per la costruzione dell'Extremely Large Telescope. È membro della collaborazione ENGRAVE per lo studio delle controparti ottiche delle sorgenti di onde gravitazionali.
È membro delle divisioni B (Osservatori, tecnologie e data science), D (Fisica delle alte energie e fisica fondamentale), G (Stelle e fisica stellare), H (Materia interstellare e universo locale) e del gruppo di lavoro sulle Supernovae dell'Unione Astronomica Internazionale. 

## Attività di ricerca e divulgazione

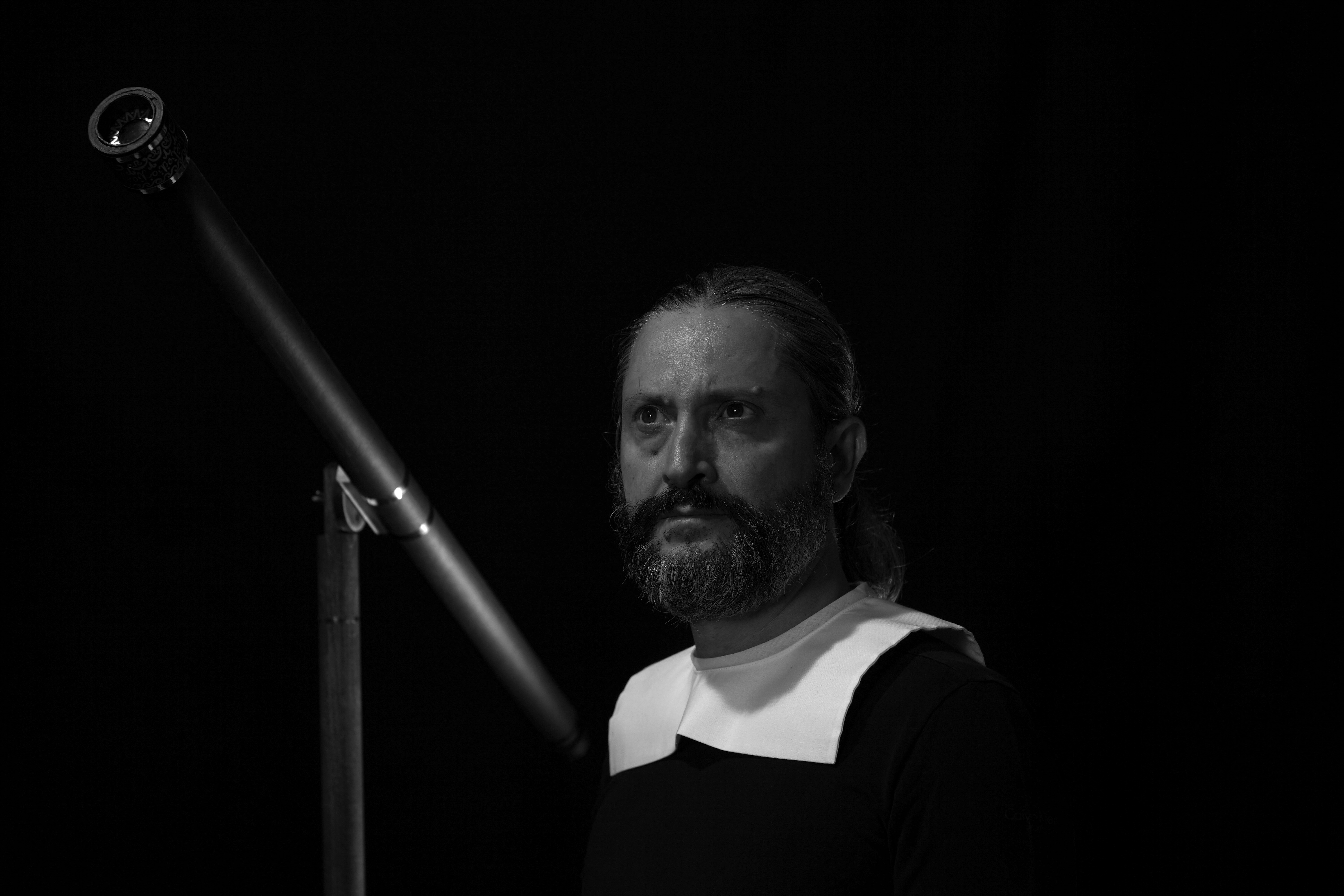
Ferdinando Patat in "con gli occhi di Galileo" (2019).

Patat si occupa principalmente di Supernovae, della natura delle stelle che le generano e dei meccanismi che conducono alla loro esplosione. Ha contribuito alla ricerca sulla connessione fra le Ipernovae e i Lampi gamma, in particolar modo con lo studio della SN1998bw/GRB980425, il primo evento a dimostrare il legame fra le Supernovae di tipo Ib e Ic e i lampi gamma lunghi. Si è occupato anche degli Eco luminosi e della Polvere interstellare extragalattica nel contesto dello studio dei progenitori delle Supernovae di tipo Ia. Durante la sua carriera ha effettuato studi di fotometria, spettroscopia a bassa ed alta risoluzione ottica e nel vicino infrarosso, polarimetria e spettro-polarimetria, utilizzando i maggiori telescopi della terra ed in particolare il Very Large Telescope. Ha condotto ricerche nel campo della fisica dell’alta atmosfera in connessione con le osservazioni astronomiche. Nel tempo libero si dedica all'Archeoastronomia, alla divulgazione e alla contaminazione fra arte e scienza. Del 2007 è lo spettacolo l'Ombra della Terra, realizzato assieme al pianista e compositore Glauco Venier e all'attore e regista Massimo Somaglino. Repubblica TV gli ha dedicato un servizio nella serie Italiani Fuori (Nando, l'astronomo sul palcoscenico). Ha partecipato come relatore al Campus Party Europe di Berlino (2008) e al Festival della scienza di Genova nelle edizioni del 2019 e del 2020, presentando due lectio magistralis.

## Pubblicazioni principali
- Tassonomia delle supernovae di tipo II , Tesi di Laurea, Università degli Studi di Padova, A.A. 1991-1992
- Supernovae: alcune recenti problematiche , Tesi di Dottorato di ricerca, Università degli Studi di Padova, 1996
- Patat, F. et al, 1994, Light curves of Type II Supernovae: the analysis, Astronomy and Astrophysics, 282, 731
- Patat, F. et al., 1995,The type IA supernova 1994D in NGC 4526: the early phases, Monthly Notices of the Royal Astronomical Society, 278, 111
- Patat, F. et al., 2001, The metamorphosis of SN1998bw, The Astrophysical Journal, 555, 900
- Patat, F. & Romaniello, 2006, M., Error Analysis for Dual-Beam Optical Linear Polarimetry, Publications of the Astronomical Society of the Pacific, 118, 146
- Patat, F. et al., 2007, Detection of Circumstellar Material in a Normal Type Ia Supernova, Science, 317, 924
- Patat, F. et al., 2011, Connecting RS Ophiuchi to [some] type Ia supernovae, Astronomy and Astrophysics, 530, 63